# Венский университет
Венский университет (нем. Universität Wien, лат. Alma Mater Rudolphina Vindobonensis) — государственный исследовательский университет, расположенный в Вене, Австрия.
Основанный в 1365 году, Венский университет является одним из старейших университетов Европы. В университете учится около 92 000 студентов, что делает его крупнейшим по численности обучающихся студентов вузом немецкоязычного пространства. В учебном заведении представлены на выбор учащихся более 130 образовательных программ. Венский университет связан с 17 лауреатами Нобелевской премии, и в его стенах работали многие учёные, имеющие важное историческое и академическое значение. 
Неофициальное название, распространённое среди студентов — Хауптуни (нем. Hauptuni — Главный университет). Более 10 000 курсов посещаются студентами из 130 стран. C 311 из 331 университетов-партнеров Венский университет поддерживает программу по обмену студентами (ERASMUS/SOKRATES).

## История
Венский университет был основан 12 марта 1365 года герцогом Рудольфом IV, а также его братьями Альбрехтом III и Леопольдом III. Своё название Alma Mater Rudolphina университет получил благодаря своему основателю. После Карлова университета в Праге и Ягеллонского университета в Кракове Венский университет является третьим старейшим высшим учебным заведением Центральной Европы, а также старейшим университетом в немецкоязычном пространстве.
Для полноценного функционирования университета понадобилось, однако, ещё около двадцати лет. Для полноценной работы университета герцогу Альбрехту III пришлось переманить из Сорбонны в Вену профессорско-преподавательский состав, а также заручиться поддержкой католической церкви в деле открытия теологического факультета. В итоге в 1385 году было открыто первое университетское здание.
До конца Средневековья университет постоянно развивался и к 1450 году насчитывал около 6 000 студентов. Осада Вены турками привела, однако, несколькими десятилетиями позже к практически полному краху университета: в некоторые годы XVI века там обучалось всего лишь около 30 студентов. Реформирование университета произошло лишь при Марии Терезии и Иосифе II в 1749 году.
В 1897 году к процессу обучения в университете были впервые допущены женщины, первоначально только на философском факультете. Остальные факультеты открыли свои двери для студенток несколькими годами позже: в 1900 году на медицинском факультете, в 1919 году на юридическом, в 1923 году на протестантско-теологическом факультете и, наконец, в 1946 году на католико-теологическом факультете. В 1905 году Элизе Рихтер стала первой женщиной в истории университета, которая получила степень доктора наук.

## Местоположение
В Средневековье университет располагался в так называемом Штубенфиртель ( Stubenviertel) первого внутреннего района Вены. Современное главное здание Венского университета было построено в 1877—1884 годы по проекту архитектора Генриха фон Ферстеля на Рингштрассе.
В настоящий момент в главном здании находятся ректорат, большинство деканатов, главная университетская библиотека, а также некоторые институты. Остальные институты и кафедры рассредоточены более чем в 60 пунктах в Вене. Недалеко от главного университетского корпуса находится кампус, расположенный в здании бывшего венского городского госпиталя.

## Факультеты
- Биологический факультет
- Географический факультет
- Исторический факультет
- Католический факультет
- Математический факультет
- Протестантский факультет
- Психологический факультет
- Социологический факультет
- Факультет вычислительной техники и информатики
- Факультет иностранных языков и переводоведения
- Факультет молекулярной биологии
- Факультет спортивных наук
- Филологический факультет
- Философский факультет
- Физический факультет
- Химический факультет
- Экономический факультет
- Юридический факультет

Венский университет предлагает студентам обучение на:
- 54 программах Бакалавриата
- 112 программах Магистратуры
- 11 программах Докторантуры

## Выпускники и преподаватели
Среди знаменитых выпускников университета — Грегор Мендель, Густав Малер, Вильгельм-Эмиль Вальберг и Карл Каутский и др. В разное время в университете учились и преподавали девять нобелевских лауреатов:
- Роберт Барани (Медицина, 1913);
- Юлиус Вагнер-Яурегг (Медицина 1927);
- Ханс Фишер (Химия, 1930);
- Карл Ландштейнер (Медицина, 1930);
- Эрвин Шрёдингер (Физика, 1933);
- Виктор Франц Гесс (Физика, 1936);
- Отто Лёви (Медицина, 1936);
- Конрад Лоренц (Медицина, 1973);
- Фридрих фон Хайек (Экономика, 1974)[4].